# جامعة لفوف الطبية الوطنية باسم دانيلا هاليتسكوهو
جامعة لفوف الطبية الوطنية بأسم دانيلا هاليتسكوهو (بالأوكرانية: Львівський національний медичний університет імені Данила Галицького)
هي إحدى جامعات مدينة لفيف غرب أوكرانيا ومن أقدم الجامعات في أوكرانيا.
وهي في المرتبة الثالثة بين الجامعات الطبية في أوكرانيا.

## تأريخ

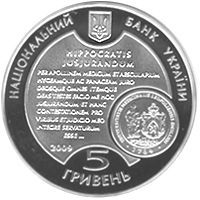
عملة أوكرانية تذكارية فضية فئة 5 هريفنيا بمناسبة مرور 225 عامًا على تأسيس جامعة لفيف الوطنية الطبية (2009)

يعود تأريخ تأسيس جامعة لفوف الطبية إلى العام 1661، 20 كانون الثاني في عهد الملك البولندي بولس الثاني كازيمر وضع حجر اساس الأكاديمية. وكانت تتألف من أربعة أقسام، وحُوِّلت إلى جامعة عام 1773.
وفي 16 نوفمبر 1784، على شرف الإمبراطور النمساوي جوزيف الثاني تم احياء جامعة لفيف وفتح أربع كليات وهي اللاهوت والفلسفة والقانون والطب، منذ ذلك الحين سميت جامعة لفيف الطبية الوطنية بأسم دانيلو هاليتسكوهو
ومنذ عام 1961 تخرج من الجامعة 2,5 ألف من الاطباء والصيادلة من جميع انحاء العالم على مدى 50 عام باللغتين الأوكرانية والروسية، ومند عام 1997 يتم تعليم الأجانب باللغة الإنكليزية
.

## الكليات
- كلية العام
- كلية طب الأسنان
- كلية الصيدلة
- كلية الدراسات العليا
- قسم التحضيري للطلاب الأجانب